# ساتوشي ناكاموتو
ساتوشي ناكاموتو (بالإنجليزية: Satoshi Nakamoto) هو اسم مستعار، يستخدمه الشخص أو الأشخاص الذين طوروا البيتكوين، وألفوا ورقته البيضاء، وأنشأوا البَرنامج المرجعي الأصليّ للبيتكوين ونشروه. وكجزء من تنفيذ العملية ابتكر ناكاموتو أول قاعدة بيانات سلسلة الكتل. وكان ناكاموتو أول من حل مشكلة الإنفاق المزدوج للعملة الرَقمِيَّة بِاستخدام شبكة نظير إلى نظير، كانَ ناكاموتو نشطًا في تَطْوِير البيتكوين حتَّى ديسمبر 2010.

## سبب الشهرة
اشتهر اسم ساتوشي ناكاموتو بعدَ الإعلان عن فكرة بيتكوين للمرة الأولى في ورقة بحثية في عام 2008. وكما اشتهر الاسم بشكلٍ سريع في عام 2008 اختفى صاحب هذا الاسم من ساحة تَطْوِير عُملَة بيتكوين بشكلٍ سريع في أواسط 2010 بعدَ أن قام بتسليم جميع مهامه المتعلّقة بتطوير العُملَة وموقع الإنترنت الرئيس الخاص بها إلى أنشط المُتطوّعين في مجتمع بيتكوين، ويُعتقد أن بحوزة ساتوشي ناكاموتو ما يقارب المليون بيتكوين وَالتي تجاوزات قيمتها مِليار دُولَار أمريكيّ في نهاية عام 2013.

## تَطوِير البيتكوين
صرح ناكاموتو أن العمل على البيتكوين قد بدأَ في 2007، وفي 18 أغسطس 2008 تم تسجيل اسم المجال bitcoin.org كنطاق، ونشر ناكاموتو بحثًا عن القائمة البريديَّة للتشفير على موقع metzdowd.com يصف عُملَة رَقمِيَّة مُشفرة بعنوان «بيتكوين: نِظَام نقدي إلكترونيّ من نظير إلى نظير».

رسالة ساتوشي ناكاموتو مضمنة في قاعدة العملة الخاصة بالكتلة الأولى

في 9 يناير 2009 نشر ناكاموتو «الإصدار 0.1» من بَرنامَج البيتكوين على سورس فورج، وأطلق الشبكة عن طريق التنقيب عن «كُتلَة تَكوِين البيتكوين» (الكتلة رقم 0)، وحصلت على مُكَافَأَة قدرها 50 بيتكوين. كانَ النص المضمن في صَفقَة العُملَة الأساسيّة لهذه الكتلة هو النص: " The Times 03/Jan/2009 Chancellor on brink of second bailout for banks "، وهو عُنْوان رئيسي نُشر في صحيفة «ذا تايمز» البريطانيَّة في ذلك اليوم. وفُسرت هذه المذكرة بأنَّها طابع زمني لتاريخ إِنشاء البيتكون، وأنَّها تَعلِيقٌ ساخر على عدم الاستقرار الناجم عن البنوك الاحتياطيَّة الجزئية.
استمر ناكاموتو في التعاون مع مُطَوَّرين آخرين على بَرنامَج البيتكوين حتَّى مُنتَصَف عام 2010، حيثُ قام بإجراء جميع التعديلات على الشيفرة المصدرية، ثم سلم التحكم في الشفرة الأساسيّة ومفتاح تنبيه الشبكة إلى غافن أندريسن، ونقل العديد من المجَالات ذات الصلة إلى أعضاء بارزين في مجتمع البيتكوين، وأوقف مشاركته المعترف بها في المشروع.

## الهويات الممكنة
لا تزال هوية ناكاموتو محل شك، ويُركَّزَ الباحُثون على خبراء التشفير وعلوم الكُمبِيُوتَر. وهُناك فرضيات عديدة حول الشخصية حيثُ أنَّهُ من غير المؤكد إن كانَ الاسم هو اسم حقيقي أم أنَّهُ اسم مستعار استخدمه مخترع العُملَة للإعلان عنها، ولا يُعرف إن كانَ الاسم يعود لذكر أم أنثى، أو يرمز لمجموعة من الأشخاص، وكثيرًا ما يُعلن عن كشف هوية مخترع العُملَة.
في عام 2012، أدعى «ساتوشي» في ملفه الشَخصِي في موقع P2P Foundation أنَّهُ رجل ياباني يبلغ من العمر 39 عامًا، وأدعى خبير التقني الأستراليّ كريغ رايت بأنَّه مؤسس عُملَة البيتكوين في مقابلة صحفية، ولم يقدم أي دليل بذلك، وفي 1 أبريل 2017 أعلن رئيس الولايات المتَّحدة دونالد ترامب عبر تغريدة على تويتر بأنَّه ساتوشي ناكاموتو، وافترض المتفاعلون أن التغريدة مرتبطة بنشاط كذبة أبريل.

### هال فيني
كانَ هال فيني (4 مايو 1956 - 28 أغسطس 2014) رائدًا في مجال التشفير قبل البيتكوين، كما أنَّهُ عاش على بعدَ بضعة مبانٍ من رجل يُدعى «دوريان ناكاموتو» وفقًا لما ذكره الصحفي في «مجلّة فوربس» آندي جرينبيرج. حيثُ طلب الصحفي جرينبيرج من شركة الاستشارات التحليليّة للكتابة «جوولا وشركاه» مقارنة عينة من كتابات فيني مع كتابات ناكاموتو، ووجدت أنَّها متقاربة بشكلٍ كبير، وأفترض الصحفي أن فيني ربما كانَ يُكتب نيابة عن ناكاموتو، أو أنَّهُ ببساطة استخدم هوية جاره دوريان لإخفاء عمليات الاستِغلاَل عبر الإنترنت. ومع ذلك ألتقى الصحفي مع فيني، وأطلع على رسائل البريد الإلكترونيّ بينهما وعلى تاريخ محفظة البيتكوين الخاصّة به وعلى أول معاملة بيتكوين من ناكاموتو إليه، وخلص جرينبيرج إلى أن فيني يقول الحقيقة وأنَّهُ ليس ناكاموتو.
لين ساسمان (1980-3 يوليو 2011) هو شخصية غامضة تم ذكرها في سياق مناقشات متعلقة بالتشفير والعملات الرقمية، وخاصة البيتكوين. على الرغم من عدم توفر معلومات موثوقة أو مفصلة عن حياته أو خلفيته، إلا أن اسمه أُشير إليه في بعض النقاشات التقنية المتعلقة بتطور العملات الرقمية.تشير بعض المصادر إلى أن ساسمان قد يكون له دور في مراحل معينة من تطوير تكنولوجيا التشفير المستخدمة في البيتكوين، ولكن لا توجد دلائل واضحة أو موثقة حول هذه المساهمات. كما أن النقاشات حول دوره تظل مقتصرة على فرضيات غير مؤكدة.في هذا السياق، يشبه ساسمان في غموضه شخصيات أخرى في عالم العملات الرقمية مثل "دوريان ناكاموتو" الذي اشتُبه به لفترة بأنه هو "ساتوشي ناكاموتو"، مبتكر البيتكوين. ومع ذلك، لا توجد أدلة ملموسة تربط ساسمان بتطوير البيتكوين أو تحديد هويته كجزء من الفريق الذي ساهم في هذه التكنولوجيا.وفقًا لبعض المناقشات التي تمت في المنتديات التقنية، قد يكون اسم لين ساسمان قد ارتبط بعمليات التشفير عبر الإنترنت، ولكن نظرًا لنقص المصادر والبيانات الموثوقة، يبقى دوره في عالم البيتكوين غير واضح. كما هو الحال مع العديد من الشخصيات المرتبطة بالتشفير.

### دوريان ناكاموتو
في تحقيق صحفي نُشر في 6 مارس 2014 في مجلّة «نيوزويك» قَالَت الصحفية «ماكغراث غودمان» أن ساتوشي ناكاموتو هو رجل أمريكيّ ياباني يعيش في كاليفورنيا يدعى «دوريان برنتيس» وأنَّ اسم ميلاده «ساتوشي ناكاموتو»، وأشارت الصحفية غودمان إلى عدَّة حقائق ظرفية تشير إلى أنَّهُ مخترع البيتكوين، حيثُ تدرب كفيزيائي في جامعة كال بولي في بومونا، وعمل مهندس أَنظِمَة في مشاريع دفاعية سرية ومهندس كُمبِيُوتَر لشركات التِكنولوجيا وخدمات المعلومات الماليَّة، وتمَّ تسريحه مرتين في أوائل التسعينات وأصبَحَ ليبراليًا، وكتبت جودمان أنَّها سألته خِلال مقابلة شخصية وجيزة عن البيتكوين وأنَّهُ أكد هويته كمؤسس البيتكوين بقوله: «لم أعد متورطًا في ذلك ولا أستطيع النقاش حوله، لقد سلمته لأشخاص آخرين وهم المسؤولون عنه الآن ولم يُعدُّ لدي أي اتصال بهم.» 
أدَّى نشر المقال إلى موجة من الاهتمام الإعلاميّ، وتُجمَّع الصحفيون بالقرب من منزله وطاردوه عندما كانَ يقود سيارته، ولاحقًا نفى دوريان أي صلة لَهُ بعملة البيتكوين، وقال إنه لم يسمع بها من قبل، وأنَّهُ أساء تفسير سؤال الصحفية وظن أنَّها تسأله عن أعماله السابقة مع المقاولين العسكريّين التي كانَ كثير منها سريًا. وفي مقابلة «اسألني أي شيء» على رديت قال أنَّهُ أساء تفسير سؤال غودمان على أنَّهُ متعلق بعمله في سيتي بنك. وفي وقتٍ لاحقٍ من ذلك اليوم نشر حساب «مؤسَّسة P2P» باسم مستعار رسالته الأولى مُنذُ خمس سنوات قال فيها: «أنا لست دوريان ناكاموتو». ولاحقًا في سبتمبر 2014 نشر الحساب رسالة أُخرى تفيد بأنَّ الحساب تعرض للاختراق، ممَّا أثار تساؤلات حول الرسالة السابقة.

### نيك زابو
في ديسمبر 2013 قال مدون يُدعى سكاي غراي أن نيك زابو لَهُ علاقة بعملة البيتكوين، حيثُ أنَّهُ متحمس للعملات اللامركزية، وقد نشر ورقة بحثية عن «مَشْرُوع بيتغولد» وهو مَشْرُوع عُملَة رقميّة مشفّرة، وأنَّهُ كانَ مهتمًا بِاستخدام الأسماء المُستعارة في التسعينات. وفي مقال نشر في مايو 2011 صرح زابو عن مبتكر البيتكوين قائلًا "أن وي داي والمبرمج هال فيني هم الأشخاص الوحيدون الذين أعرفهم ممن أحبوا فكرة العُملَة الرقميَّة المشفرة وأنهم يُمكن أن يتابعوها".
قدم المؤلِف الماليّ «دومينيك فريسبي» الكثير من الأدلة الظرفية ولكنّه يعترف بعدم وجود دليل على أن ناكاموتو هو زابو، ومع ذلك نفى زابو هذا الأمر في رسالة عبر البريد الإلكتروني أرسلها إلى فريسبي في يوليو 2014 قال فيها: «شكرًا لإخباري بذلك، أخشى أنك أخطأت في خدمتي بصفتي ساتوشي، لكنني معتاد على ذلك»، وكتب ناثانيال بوبر في «صحيفة نيويورك تايمز» أن «الدليل الأكثر إقناعًا يُشير إلى رجل أمريكيّ منعزل من أصل مجري اسمه نيك زابو».

### كريج رايت
في 8 ديسمبر 2015 كتبت مجلة وايرد أن الأكاديمي الأستراليّ كريج ستيفن رايت اخترع عُملَة البيتكوين، أو أنَّهُ مخادع رائع ويريدنا أن نصدق أنَّهُ فعل ذلك. ولاحقًا حذف رايت حسابه في موقع تويتر ولم يرد على الاستفسارات الصحفية، وفي نفس اليوم نشر موقع جزمودو قصَّة تحتوي على أدلة قيل إن أحد المتسللين حصل عليها من بريد رايت الإلكترونيّ، وتضَّمنت القصة أن «ساتوشي ناكاموتو» مجرد اسم مستعار مُشْتَرَك بين «كريغ ستيفن رايت» ومحلل الطب الشرعي «ديفيد كليمان» الذي تُوفيَّ عام 2013.
وأدعى رايت أنَّهُ مخترع «بتكوين»، وقدم أدلة لإثبات أقواله، ولقي دعما من قبل مسؤولين على علاقة بإدارة العُملَة الإلكترونيَّة المشفرة، منهم «جون ماتونيس» المدير السابق لمؤسسة بيتكوين، ومطور البيتكوين غافن أندريسن، وعالمِ التشفير إيان جريج. غير أن خبراء شككوا في ادعائة، وطالبوه بتقديم مزيد من الأدلة لإثبات ذلك، وظل عدد من مروجي البيتكوين البارزين غير مقتنعين، وقدم رايت في مدونته إثباتًا مشفرًا بأنَّ نِظَام بتكوين من ابتكاره، وأثارت تقارير لاحقة إلى احتماليّة أن تكون الأدلة المذكورة خدعة متقنة، واعترفت «مجلّة وايرد» لاحقًا بأنَّها تشك في أن رايت هو ناكاموتو. وقال مطور البيتكوين «بيتر تود» إن إدعاء رايت الذي يقول بأنَّه يحتوي على أدلة لا يحتوي في الواقع على أي شيء. ووافقه مطور البيتكوين «جيف جارزيك» بأنَّ الأدلة التي قدمها رايت علنًا لا تثبت شيءًا، وخلص الباحث الأمني دان كامينسكي إلى أن مطالبة رايت كانت «احتيالًا متعمدًا».
في عام 2019 سجل رايت ورقة البيتكوين البيضاء ورمز بيتكوين 0.1 في مكتب حقوق الطبع والنشر الأمريكيّ، وزعم رايت أنَّهُ اعتراف وكالة حكومية لكريغ رايت باسم ساتوشي ناكاموتو، ولاحقًا أصدر مكتب حقوق الطبع والنشر بالولايات المتحدة بيانًا صحفيًا ينفي دقة ذلك.

### آخرون
في مقال نُشر عام 2011 في «مجلّة النيويوركر» قال جوشوا ديفيس أنَّهُ حصر هوية «ناكاموتو» في عدد من الأفراد المحتملين، بمن فيهم عالمِ الاجتماع الاقتصاديّ الفنلندي الدكتور «فيلي ليدونفيرتا» والطالب الأيرلندي «مايكل كلير» الذي كانَ في عام 2008 طالبًا جامعيًا في التشفير في كلية الثالوث. ولاحقًا نفى كلير بشدَّة أن يكون ناكاموتو، كما فعل ليدونفيرتا.
في أكتوبر 2011 كتب الصحفي الاستقصائي «آدم بيننبرغ» أدلة ظرفية تشير إلى أن ناكاموتو قد يكون واحدًا من ثلاثة أشخاص وهم «نيل كينج» و«فلاديمير أوكسمان» و«تشارلز بري»، حيثُ أن الثلاثة الأشخاص حصلوا على برائة اختراع في 2008 احتوى على جملة استخدمت في ورقة البيتكوين البيضاء، وأنَّ موقع "bitcoin.org" تم تسجيله بعدَ ثلاثة أيام من حصولهم على براءة الاختراع، ولكنَّ الثلاثة الأشخاص نفوا هذا الأمر.
في مايو 2013 قال «ثيودور نيلسون» أن ناكاموتو هو عالمِ الرياضيَّات الياباني شينيتشي موتشيزوكي، وفي وقتٍ لاحقٍ نُشر مقال في صحيفة ذي إيج ورد فيهِ أن «موتشيزوكي» نفى هذه التكهنات. وفي نفس العام نشر عالما رياضيات وهما «دوريت رون» وعدي شامير بحثًا يدَّعي وجود صلة بين ناكاموتو وروس أولبريخت، واستندا في شكوكهما إلى تحليل شبكة معاملات البيتكوين، ولكنهما تراجعا لاحقًا عن ذلك.
في عام 2016 قَالَت «فايننشال تايمز» إن ناكاموتو ربما يكون مجموعة من الأشخاص ذكروا أن «هال فيني» و«نيك زابو» و«آدم باك» كأعضاء محتملين. وفي عام 2020 زعمت قناة «بارلي سوسيابل» على يوتيوب أن آدم باك مخترع هاشكاش هو ناكاموتو. ولكنّه ظهر في وقتٍ لاحقٍ ونفى ذلك.
نشر «ساهيل جوبتا» الموظَّف السابق في سبيس إكس مدونة مفادها أن ناكاموتو قد يكون إيلون ماسك، ونفى إيلون ماسك ذلك في تغريدة في 28 نوفمبر 2017.
في 2019 قال الصحفي «إيفان راتليف» أن تاجر المخدرات باول لي رو قد يكون ناكاموتو.
في عام 2021، اقترح المطور إيفان هاتش المطور لين ساسامان من شركة COSIC كمرشح محتمل. وقد ذُكر ساسامان على موقع bitcointalk في 15 مارس 2013 عندما اقترح أحد المستخدمين أن ساسامان هو ساتوشي. وكشف عرض تقديمي قدمه كامينسكي في مؤتمر القبعات السوداء 2011 أن شهادة تكريماً لساسامان قد تم تضمينها بشكل دائم في سلسلة الكتل البيتكوين.

## روابط خارجية
- من هو ساتوشي ناكاموتو؟